# Robonaut

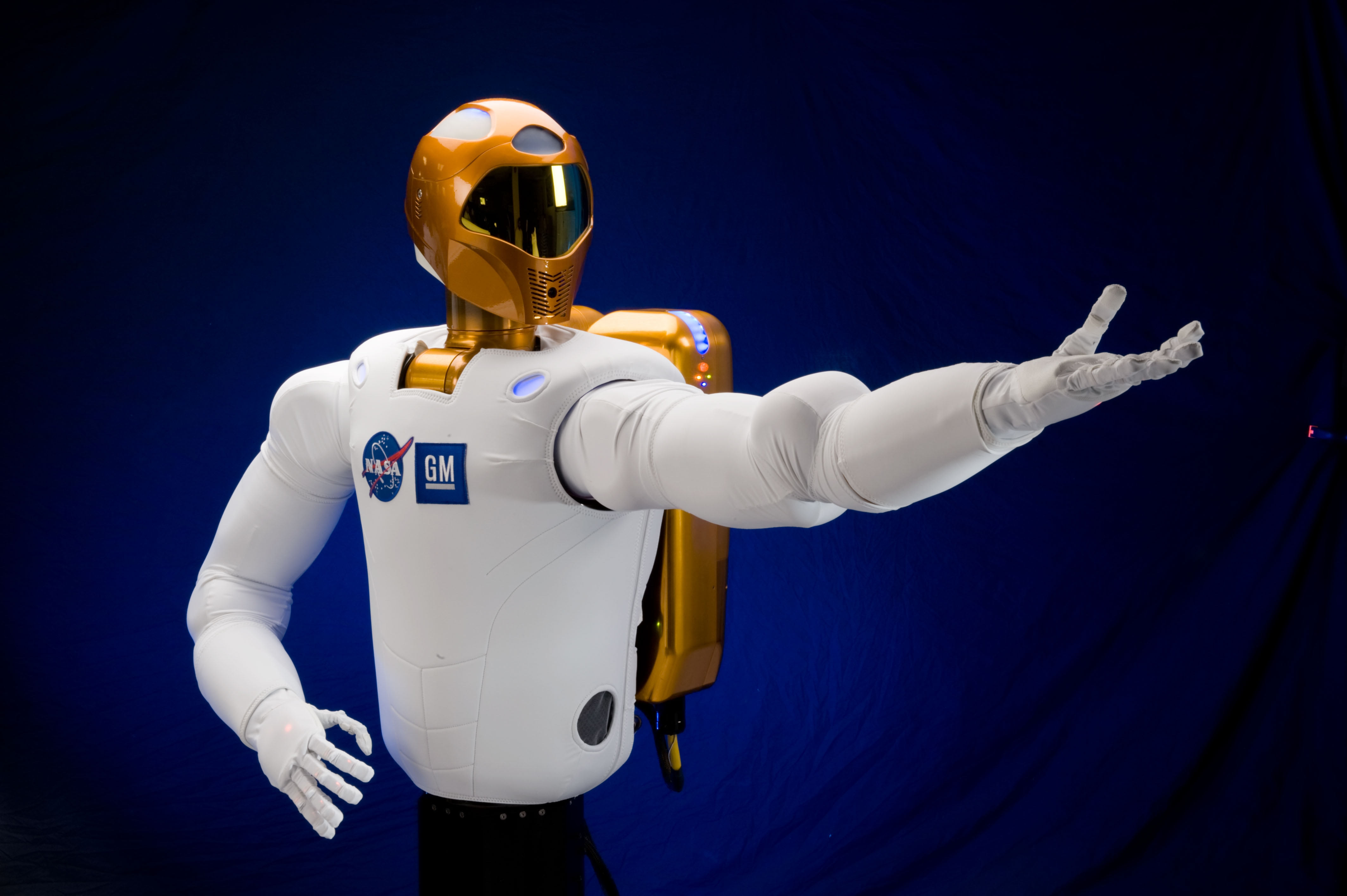
Robonaut 2, model z června 2009

Robonaut je humanoidní robot, který je vyvíjen v Dextrous Robotics Laboratory v rámci projektu americké NASA v Johnsonově vesmírném středisku v Texasu ve spolupráci s americkou společností General Motors. Robot by měl být schopen pracovat vedle lidských astronautů, ale i samostatně ve vesmíru či na povrchu jiného vesmírného tělesa. Na výrobě první generace Robonauta (R1A a R1B) se podílelo mnoho partnerů, včetně DARPA.

## Robonaut 2
V roce 2010 byla ve spolupráci General Motors a NASA dokončena konstrukce nové verze robota, Robonaut 2 (přezdívaný R2), která byla v únoru 2011 vynesena raketoplánem Discovery na ISS, kde budou nové technologie důkladně testovány. Zpočátku bude R2 připevněný k podstavci v laboratoři Destiny, následně získá rozšířením hardware možnost pohybu po orbitální stanici a nakonec také vně ISS ve volném vesmíru.

## Centaur 2
Robonaut rozšířený o modul s koly, který by měl pracovat na povrchu vesmírných těles, zejména Měsíce a Marsu.